# Gerasdorf bei Wien
Gerasdorf bei Wien ist eine Stadtgemeinde mit 12.158 Einwohnern (Stand 1. Jänner 2025) im Bezirk Korneuburg in Niederösterreich.

## Geografie
Gerasdorf bei Wien liegt im Weinviertel in Niederösterreich an der nördlichen Wiener Stadtgrenze. Die meiste Zeit, in der der Bezirk Wien-Umgebung bestand, war es dessen einzige Gemeinde linksseits der Donau. Die Fläche der Stadtgemeinde umfasst 35,26 Quadratkilometer, rund ein Prozent der Fläche ist bewaldet.

### Gemeindegliederung
Das Gemeindegebiet umfasst folgende drei Ortschaften (in Klammern Einwohnerzahl Stand 1. Jänner 2025):
- Gerasdorf (7271)
  - Gerasdorf (ca. 1500) (Stand 2016)
  - Föhrenhain (ca. 820) (Stand 2016)
  - Oberlisse (ca. 3000) (Stand 2016)[2]
- Kapellerfeld (3101)
- Seyring (1786)

Die Gemeinde besteht aus drei Katastralgemeinden (Fläche Stand 31. Dezember 2023):
- Gerasdorf (1.764,3 ha)
- Kapellerfeld (805,55 ha)
- Seyring (955,66 ha)

Gerasdorf bei Wien gehört zum Gerichtsbezirk Klosterneuburg.

### Nachbargemeinden
| Großebersdorf (Bez. Mistelbach) | Wolkersdorf im Weinviertel (Bez. Mistelbach) | Pillichsdorf (Bez. Mistelbach)    |
| Hagenbrunn                      | Kompassrose, die auf Nachbargemeinden zeigt  | Deutsch-Wagram (Bez. Gänserndorf) |
|                                 | Wien                                         |                                   |

Gerasdorf (links) um 1873
Seyring und das „Kapeller Feld“ im Marchfeld um 1873 (Aufnahmeblatt der Landesaufnahme)

## Geschichte
Bis 1848 unterstanden Gerasdorf und Seyring Grundherrschaften: In Gerasdorf waren dies das Wiener Schottenstift, das Stift Klosterneuburg und die Herrschaften Bisamberg (Familie Abensperg und Traun) und Süßenbrunn;
in Seyring war es die deutsche Familie Beroldingen. Ab 1849 bestanden zwei selbstständige Ortsgemeinden.
Nach dem „Anschluss“ Österreichs an das Dritte Reich wurde der Ort im Herbst 1938 Groß-Wien eingemeindet. 1946 beschlossen, 1954 durchgeführt, gehörte Gerasdorf nach dem Gebietsänderungsgesetz zu jenen 80 Wiener Randgemeinden, die wieder in das Bundesland Niederösterreich rückgegliedert wurden.
1972 wurde die Gemeinde Seyring in die Gemeinde Gerasdorf eingegliedert. Im Mai 1992 wurde Gerasdorf zur Marktgemeinde erhoben. Am 17. Dezember 1998 hat der Niederösterreichische Landtag die Stadterhebung von Gerasdorf beschlossen.
Die ältesten Orte der Gemeinde sind Gerasdorf und Seyring. Gerasdorf wird um 1200 im Klosterneuburger Traditionsbuch erstmals urkundlich genannt, „Viricus des Gerhartesdorf“ ist Zeuge einer Schenkung an das Kloster. Es handelt sich bei der damaligen Siedlung Gerasdorf um eine sogenannte „dreieckförmige Angerdorfanlage“, die Siedlung bildete sich also um ein durch zwei Straßen eingegrenztes, längliches Dreieck. Der durch diese Straßenkreuzung entstandene Anger ist im Ortskern von Gerasdorf auch heute noch als dreieckförmige Grünfläche erhalten.
Die ältesten urkundlichen Nennungen von Seyring stammen ebenfalls aus dem 13. Jahrhundert (1297), es finden sich erste Nennungen als „Seuringe“. Angeblich soll ein Ring aus Seen die Ortschaft früher umgeben haben, worauf der Ortsname zurückzuführen sein könnte.

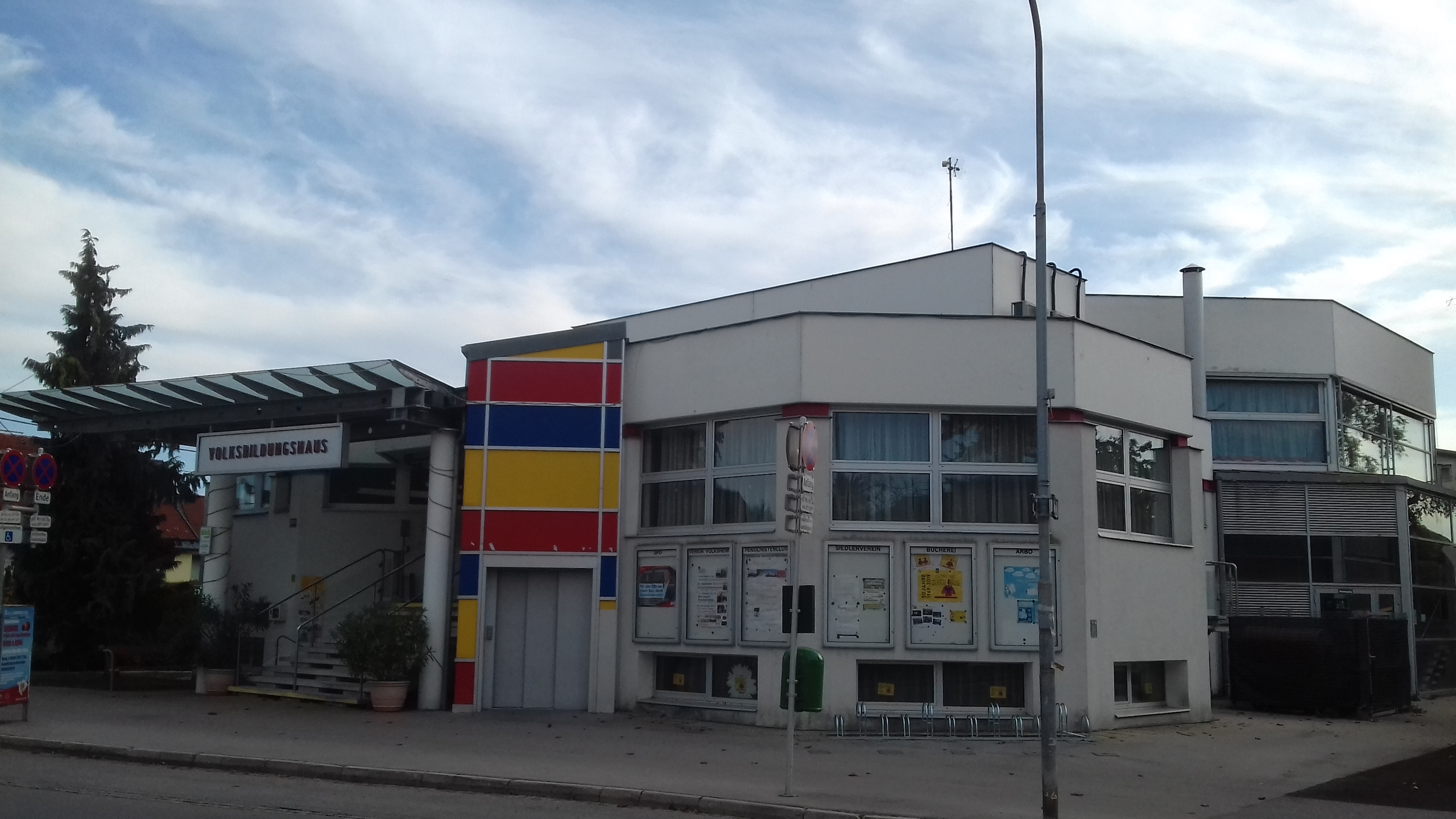
Das Volksbildungshaus von Oberlisse

Erst in der Zwischenkriegszeit nach 1918 entstanden sind die beiden Siedlungen Oberlisse und Kapellerfeld, wobei der Name Kapellerfeld auf eine bereits 1258 als „Capellen“ bezeugte, später verlassene Siedlung verweist, welche sich einen halben Kilometer südlich der heutigen Siedlung befunden haben soll.
In der heutigen Katastralgemeinde Seyring befand sich im Zweiten Weltkrieg der Militärflugplatz Seyring mit dem Decknamen „Wetterfrosch“ der deutschen Luftwaffe sowie eine Luftkampfschule („Wien-Seyring“). Beim Balkanfeldzug 1941 war dort die 4. (F)Aufklärungsgruppe 121 (Luftflotte 4) stationiert. Ab 1944 war dieser Militärflugplatz Ziel alliierter Luftangriffe. Bombentrichter in den umgebenden Wäldern und Überreste dieses Flughafens – wie betonierte Start- und Landebahnen, Erdwälle um frühere Geschützstellungen und Fundamentreste der Hangars – sind in und um Seyring heute noch sichtbar.
Im September 2015 wurde bekannt, dass der Bezirk Wien-Umgebung mit 31. Dezember 2016 aufgelöst wird. Gerasdorf sollte ab 1. Jänner 2017 Teil des Bezirks Gänserndorf werden. Da sich bei einer Online-Bürgerbefragung, die von der Stadtgemeinde veranstaltet wurde, allerdings im September 2015 eine Zweidrittelmehrheit für die Zugehörigkeit zum Bezirk Korneuburg ergab, kam am 24. September 2015 der Niederösterreichische Landtag dem Wunsch der Bürger nach und stimmte der Zuordnung von Gerasdorf zum Bezirk Korneuburg zu. Ein Relikt der Zugehörigkeit zum Bezirk Wien-Umgebung ist, dass Gerasdorf nach wie vor nicht zum Gerichtsbezirk Korneuburg, sondern zum Gerichtsbezirk Klosterneuburg gehört und abgesehen vom Gerichtsstandort Klosterneuburg die einzige andere angehörige Gemeinde darstellt.

## Bevölkerungsentwicklung
| Gerasdorf bei Wien: Einwohnerzahlen von 1869 bis 2025 | Gerasdorf bei Wien: Einwohnerzahlen von 1869 bis 2025 | Gerasdorf bei Wien: Einwohnerzahlen von 1869 bis 2025 | Gerasdorf bei Wien: Einwohnerzahlen von 1869 bis 2025 | Gerasdorf bei Wien: Einwohnerzahlen von 1869 bis 2025 |
| ----------------------------------------------------- | ----------------------------------------------------- | ----------------------------------------------------- | ----------------------------------------------------- | ----------------------------------------------------- |
| Jahr                                                  |                                                       |                                                       |                                                       | Einwohner                                             |
| 1869                                                  | 1869                                                  |                                                       | 1.330                                                 | 1.330                                                 |
| 1880                                                  | 1880                                                  |                                                       | 1.364                                                 | 1.364                                                 |
| 1890                                                  | 1890                                                  |                                                       | 1.444                                                 | 1.444                                                 |
| 1900                                                  | 1900                                                  |                                                       | 1.526                                                 | 1.526                                                 |
| 1910                                                  | 1910                                                  |                                                       | 1.733                                                 | 1.733                                                 |
| 1923                                                  | 1923                                                  |                                                       | 1.759                                                 | 1.759                                                 |
| 1934                                                  | 1934                                                  |                                                       | 2.455                                                 | 2.455                                                 |
| 1939                                                  | 1939                                                  |                                                       | 3.485                                                 | 3.485                                                 |
| 1951                                                  | 1951                                                  |                                                       | 3.466                                                 | 3.466                                                 |
| 1961                                                  | 1961                                                  |                                                       | 3.947                                                 | 3.947                                                 |
| 1971                                                  | 1971                                                  |                                                       | 4.728                                                 | 4.728                                                 |
| 1981                                                  | 1981                                                  |                                                       | 5.279                                                 | 5.279                                                 |
| 1991                                                  | 1991                                                  |                                                       | 6.661                                                 | 6.661                                                 |
| 2001                                                  | 2001                                                  |                                                       | 8.231                                                 | 8.231                                                 |
| 2011                                                  | 2011                                                  |                                                       | 10.278                                                | 10.278                                                |
| 2021                                                  | 2021                                                  |                                                       | 11.717                                                | 11.717                                                |
| 2025                                                  | 2025                                                  |                                                       | 12.158                                                | 12.158                                                |
| Quelle(n): Statistik Austria, Gebietsstand 1.1.2021   |                                                       |                                                       |                                                       |                                                       |

## Demographische Daten
| Merkmal             | Summe | Anteil an der Bevölkerung | Männer | Frauen |
| ------------------- | ----- | ------------------------- | ------ | ------ |
| 0–4 Jahre           | 450   | 04,2 %                    | 225    | 225    |
| 5–9 Jahre           | 553   | 05,1 %                    | 292    | 261    |
| 10–14 Jahre         | 579   | 05,4 %                    | 313    | 266    |
| 15–19 Jahre         | 669   | 06,2 %                    | 360    | 309    |
| 20–24 Jahre         | 543   | 05,0 %                    | 311    | 232    |
| 25–29 Jahre         | 430   | 04,0 %                    | 225    | 205    |
| 30–34 Jahre         | 533   | 05,0 %                    | 251    | 282    |
| 35–39 Jahre         | 662   | 06,2 %                    | 305    | 357    |
| 40–44 Jahre         | 880   | 8,2 %                     | 432    | 448    |
| 45–49 Jahre         | 1082  | 10,1 %                    | 537    | 545    |
| 50–54 Jahre         | 998   | 9,3 %                     | 505    | 493    |
| 55–59 Jahre         | 782   | 7,3 %                     | 395    | 387    |
| 60–64 Jahre         | 553   | 05,1 %                    | 283    | 270    |
| 65–69 Jahre         | 603   | 05,6 %                    | 288    | 315    |
| 70–74 Jahre         | 549   | 05,1 %                    | 264    | 285    |
| 75–79 Jahre         | 467   | 04,3 %                    | 229    | 238    |
| 80–84 Jahre         | 234   | 02,2 %                    | 094    | 140    |
| 85–89 Jahre         | 135   | 01,3 %                    | 049    | 086    |
| 90 Jahre oder älter | 052   | 00,5 %                    | 018    | 034    |

Quelle: Statistik Austria

## Religionen
Römisch-katholische Pfarren bestehen in Gerasdorf (mit Oberlisse und Kapellerfeld) und Seyring. Von 1953 bis 1965 war Kurt Knotzinger Kaplan und Pfarrer in Gerasdorf.
In Gerasdorf gibt es eine evangelische Kirche.

## Politik
Der Gemeinderat hat 37 Mitglieder.
- Mit den Gemeinderatswahlen in Niederösterreich 1990 hatte der Gemeinderat folgende Verteilung: 16 SPÖ, 8 ÖVP, 3 ULI–Umweltliste Gerasdorf (Grüne) und 2 FPÖ.
- Mit den Gemeinderatswahlen in Niederösterreich 1995 hatte der Gemeinderat folgende Verteilung: 14 SPÖ, 8 ÖVP, 4 FPÖ und 3 ULI–Umweltliste Gerasdorf (Grüne).[12]
- Mit den Gemeinderatswahlen in Niederösterreich 2000 hatte der Gemeinderat folgende Verteilung: 15 SPÖ, 7 ÖVP, 5 FPÖ und 2 ULI–Umweltliste Gerasdorf (Grüne).[13] (29 Mitglieder)
- Mit den Gemeinderatswahlen in Niederösterreich 2005 hatte der Gemeinderat folgende Verteilung: 17 SPÖ, 8 ÖVP, 5 Grüne und 2 FPÖ.[14]
- Mit den Gemeinderatswahlen in Niederösterreich 2010 hatte der Gemeinderat folgende Verteilung: 17 SPÖ, 8 ÖVP, 6 FPÖ und 2 Grüne.[15]
- Mit den Gemeinderatswahlen in Niederösterreich 2015 hatte der Gemeinderat folgende Verteilung: 16 SPÖ, 10 ÖVP, 7 FPÖ, 2 Grüne und 2 DU–Die Unabhängigen Gerasdorf.[16]
- Mit den Gemeinderatswahlen in Niederösterreich 2020 hat der Gemeinderat folgende Verteilung: 15 SPÖ, 12 ÖVP, 6 FPÖ, 3 Grüne und 1 NEOS.[17]
- Mit den Gemeinderatswahlen in Niederösterreich 2025 hat der Gemeinderat folgende Verteilung: 14 SPÖ, 12 FPÖ, 8 ÖVP und 3 Grüne.[18]

Bürgermeister
- 1990–2008 Bernd Vögerle (SPÖ)[19]
- 2008–2023 Alexander Vojta (SPÖ)
- 2024–2025 Hans Jürgen Peitzmeier (SPÖ)
- seit 2025 Dietmar Ruf (FPÖ)

Alexander Vojta schied Ende 2023 als Bürgermeister aus dem Gemeinderat aus, Hans Jürgen Peitzmeier wurde am 9. Jänner 2024 vom Gemeinderat zu seinem Nachfolger gewählt.

## Kultur und Sehenswürdigkeiten

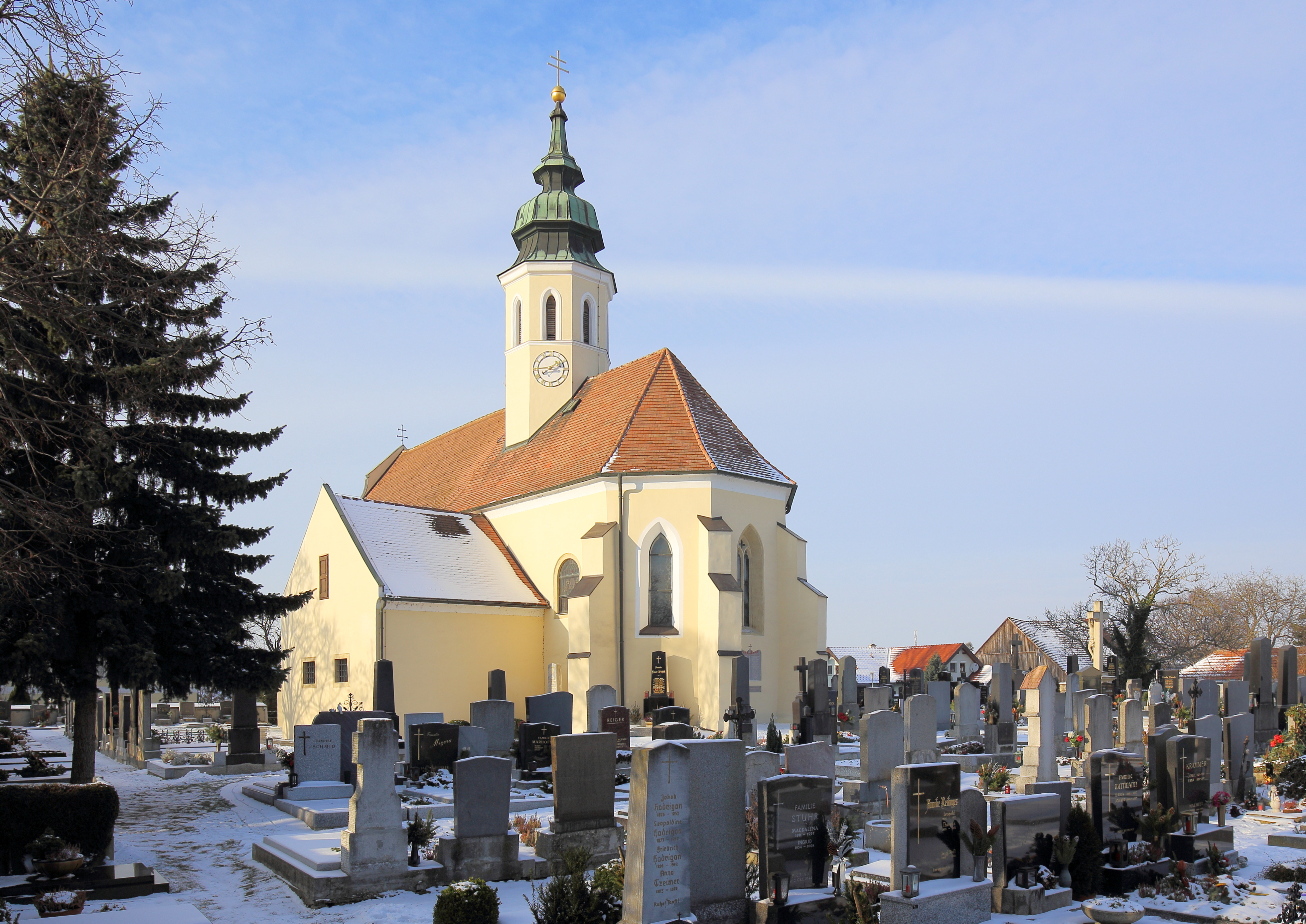
Pfarrkirche von Gerasdorf

- Schloss Seyring: Das Schloss ist ein zweigeschoßiger, klassizistischer Bau mit eingeschoßigen Seitenflügeln. Schloss Seyring ist in einem parkartigen Areal gelegen. Der öffentliche Park beherbergt eine Sportanlage und eine Volksschule. Im in der Mitte des 19. Jahrhunderts angebauten Comtessentrakt, befindet sich seit 2000 ein öffentliches Kulturzentrum. Das Schloss selbst ist in Privatbesitz. Das Kulturzentrum bietet eine breite Palette von Veranstaltungen wie Konzerte, Lesungen oder Kabarettprogramme.
- Katholische Pfarrkirche Gerasdorf bei Wien Hl. Peter und Paul, von einem Friedhof und ehemaliger Wehrmauer umgeben. Spätbarocker Pfarrhof.
- Katholische Pfarrkirche Seyring Hl. Rosalia am Anger

## Wirtschaft
- 214 Nichtlandwirtschaftliche Arbeitsstätten (2001), kleinere Industrie- und Gewerbebetriebe z. B. Wursterzeugung Stastnik (seit 1998 Teil der Radatz-Gruppe, zuvor im Besitz von Karl Ludwig Schweisfurth), Kunststofftechnik EDER Robust Plastik, Sonnenschutztechnik STOTTAN oder Mischek Systembau GmbH
- 47 land- und forstwirtschaftliche Betriebe (1999)
- 5.042 Erwerbstätige am Wohnort (2011)[21]
- 51,1 % Erwerbsquote (2011)[21]

## Verkehr

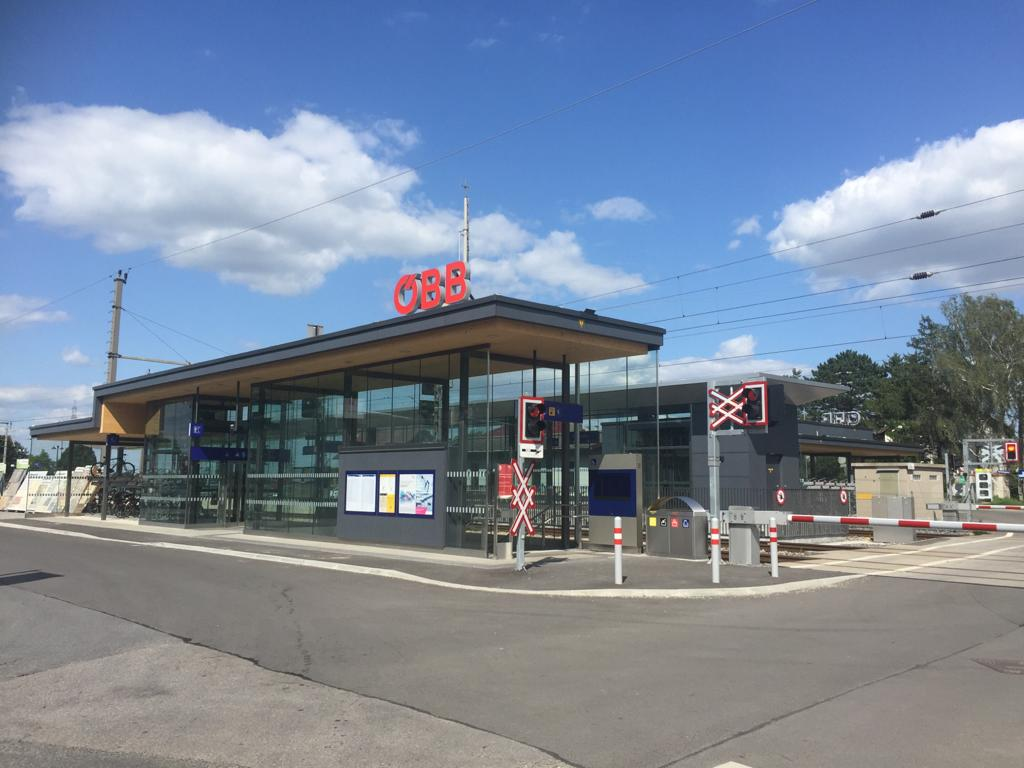
Bahnhof Gerasdorf

In Gerasdorf befindet sich ein wichtiger Bahnknotenpunkt einerseits der Strecke von Wien-Stadlau nach Wolkersdorf/Mistelbach/Laa an der Thaya sowie andererseits der Strecke von Wien-Floridsdorf nach Gänserndorf/Hohenau/Breclav. Im Gemeindegebiet von Gerasdorf bei Wien befinden sich nicht nur der Bahnhof Gerasdorf (Kernzonengrenze Wien, Strecke S2), sondern auch die Bahn-Haltestellen Kapellerfeld und Seyring. Die Haltestelle Süßenbrunn (Kernzonengrenze Wien, Strecke S1) befindet sich in der gleichnamigen, direkt benachbarten Wiener Katastralgemeinde. Da die Stadtgrenze durch den Bahnsteig der Haltestelle Gerasdorf verläuft, befindet sich diese selbst zum Teil in Wien. Des Weiteren verläuft auch das Drehkreuz der Linien S1 und S2 durch das Gemeindegebiet, das eines der ältesten und wichtigsten Eisenbahndrehkreuze in der gesamten Ostregion Österreichs ist. Auch die ÖBB-Nightjets in Richtung Osten fahren über diese Strecke. 
- Bahn: Mit der S-Bahn-Linie S1 gelangt man halbstündlich von der in Wien gelegenen Haltestelle Süßenbrunn nach Gänserndorf und ins Wiener Stadtzentrum. Mit der S-Bahn-Linie S2 gelangt man bis zu vier Mal in der Stunde vom Bahnhof Gerasdorf nach Wolkersdorf und nach Wien sowie bis zu zwei Mal in der Stunde nach Mistelbach und in die Thermenstadt Laa an der Thaya. Seit dem 13. Dezember 2015 halten hier zudem Züge der S7 vom und bis zum Flughafen Wien und von/nach Wolfsthal. Kapellerfeld und Seyring werden im gleichen Takt wie der Bahnhof Gerasdorf von Zügen der ÖBB bedient.
- Bus: es gibt außerdem vier Regionalbuslinien (511 und 510, die Gerasdorf mit den Wiener Katastralgemeinden Süßenbrunn, Leopoldau und Stammersdorf verbinden, sowie 220 und 225, welche Gerasdorf an die nördlichen Nachbargemeinden anschließen). Auf Gerasdorfer Gebiet befinden sich zudem, weit abgelegen vom Ortszentrum und nur über Umwege erreichbar, die Stationen Wagramer Straße/Ostbahn und Campingplatzweg, welche von der Linie 25A (zwischen Rennbahnweg U und Süßenbrunner Platz) angefahren werden.

## Öffentliche Einrichtungen
In der Gemeinde gibt es fünf Kindergärten, drei Volksschulen, eine davon in Seyring, und eine Neue Mittelschule. Ende 2022 veröffentlichte die Gemeinde Gerasdorf bei Wien Informationen, dass ein Gymnasium in der Gemeinde in Planung sei und Platz für bis zu 600 Schülerinnen und Schüler bieten soll.

## Persönlichkeiten
Ehrenbürger der Gemeinde
- 2001: Johann Kaller (* 1925), Alt-Bürgermeister von Gerasdorf bei Wien[25]
- 1999: Traude Votruba (* 1942), österreichische Politikerin (SPÖ)[26]
- Johann Schneider († 2019), Gemeinde- und Stadtrat[27]
- 2017: István Gábor Benedek (* 1937), jüdisch-ungarischer Schriftsteller, 1944 Lagerinsasse im Lager Gerasdorf[28]
- Harald Mandl, alias Matthias Mander (* 1933),  Schriftsteller[29]
- 2009: Theresia Seidl[30]
- 2009: Adolf Klenk[30]
- 2009: Walter Krauss sen.[30]

Personen mit Bezug zur Gemeinde
- Lukas Mandl (* 1979), Politiker und ehemaliger Vizebürgermeister